# (2769) Mendeleev
(2769) Mendeleev – planetoida z pasa głównego asteroid okrążająca Słońce w ciągu 5 lat i 204 dni w średniej odległości 3,14 j.a. Została odkryta 1 kwietnia 1976 roku w Krymskim Obserwatorium Astrofizycznym w Naucznym na Półwyspie Krymskim przez Nikołaja Czernycha. Nazwa planetoidy pochodzi od Dmitrija Mendelejewa (1834-1907), rosyjskiego chemika. Przed nadaniem nazwy planetoida nosiła oznaczenie tymczasowe (2769) 1976 GZ2.